# Ham-sur-Heure-Nalinnes
Ham-sur-Heure-Nalinnes ist eine Gemeinde in der belgischen Provinz Hennegau. Sie liegt östlich der Stadt Thuin in der Landschaft Thudinie und besteht aus den Stadtteilen Cour-sur-Heure, Ham-sur-Heure, Jamioulx, Marbaix und Nalinnes.
Das Schloss im Ortsteil Ham-sur-Heure war von 1489 bis 1941 Sitz der Adelsfamilie Mérode. Heute dient es als Rathaus der Gemeinde.

## Weblinks

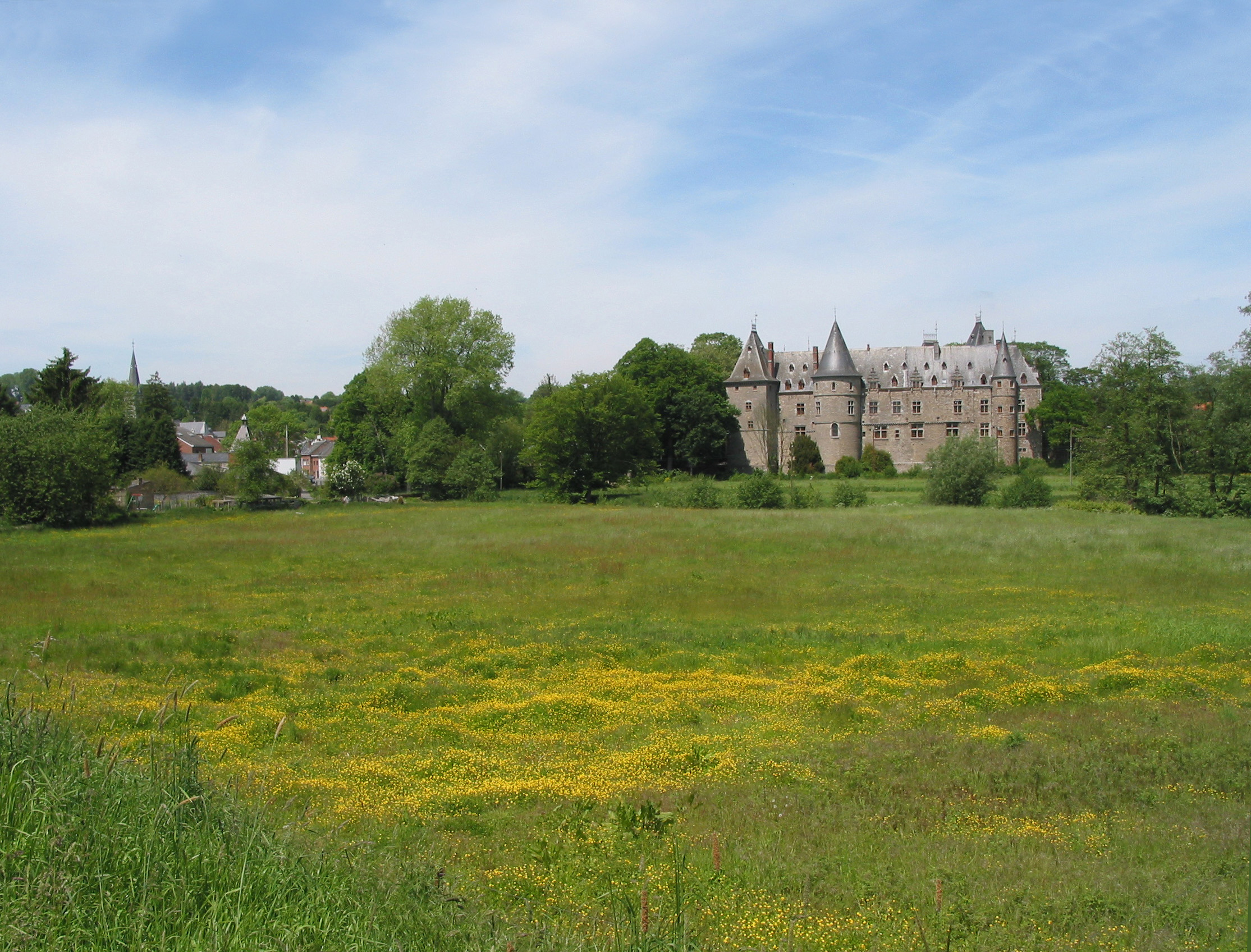
Schloss in Ham-sur-Heure
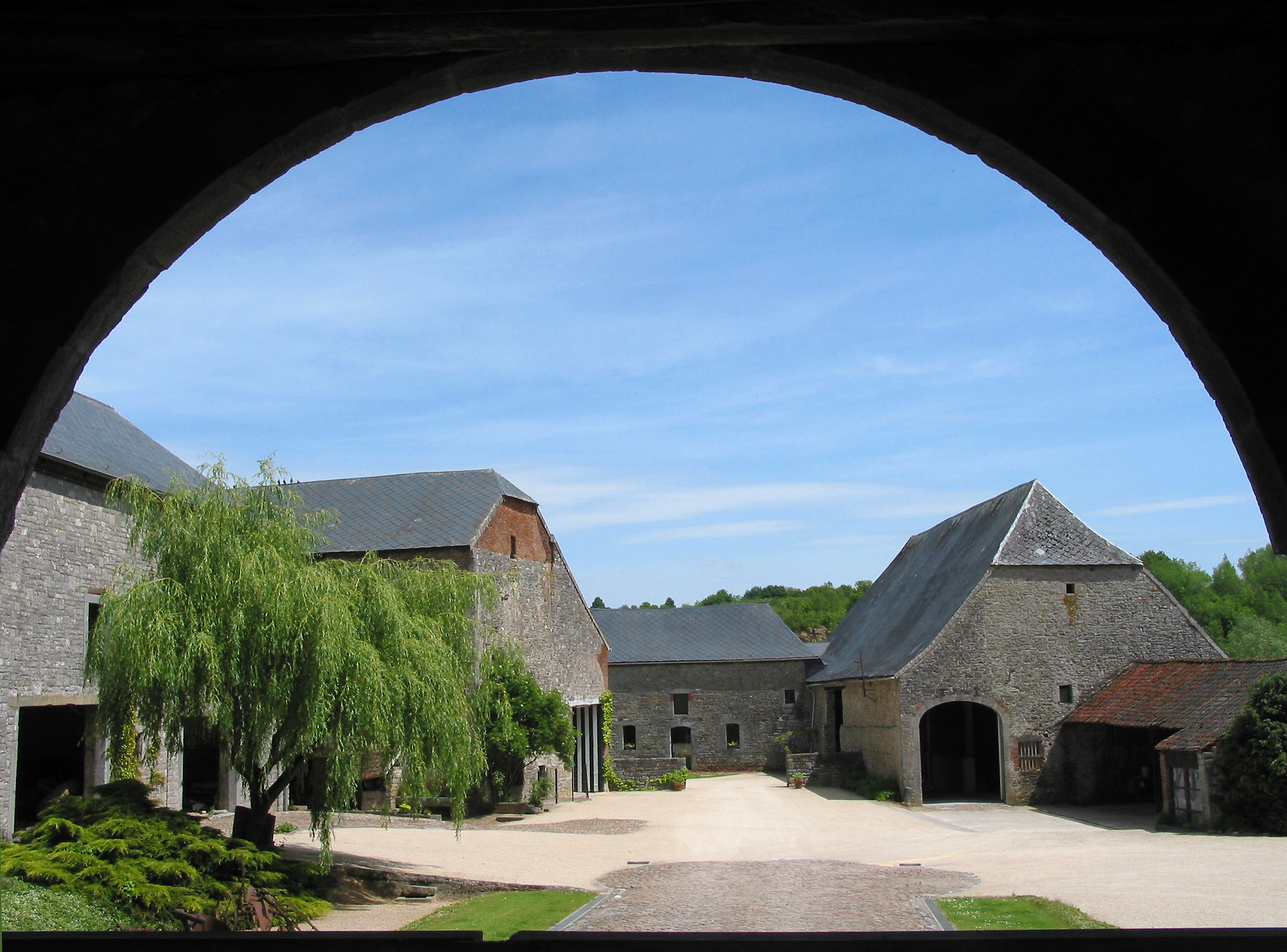
Ortsansicht Cour-sur-Heure